# Prvoústa

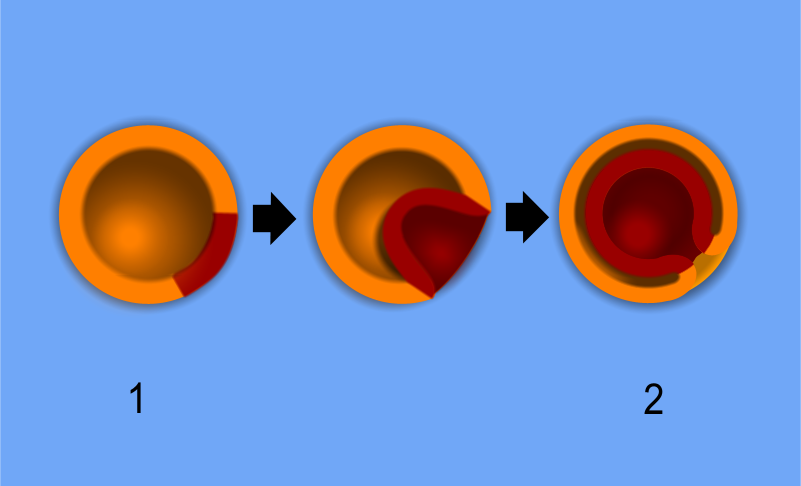
Schéma klasického typu gastrulace, na pravém embryu již je vidět blastopór (úzký otvor směřující dovnitř embrya)

Prvoústa (též blastopór) je embryologické označení pro otvor v gastrule, jenž spojuje prvostřevo (archenteron) s vnějším prostředím. U prvoústých se z něj zpravidla vyvíjí budoucí ústa, u druhoústých živočichů (strunatci, polostrunatci, ostnokožci) se prvoústa uzavírají, poblíž nich vzniká řitní otvor, zatímco skutečná ústa se prolamují na hlavové straně těla.

## Dorzální ret blastopóru
U zárodků žab se mluví o tzv. dorzálním rtu blastopóru, což je oblast na dorzálním okraji blastoporu, kde se buňky zanořují do dutiny pozdní blastuly během gastrulace. Buňky tvořící ret blastopóru jsou neustále v pohybu směrem do dutiny, a tak se neustále obměňují. Postupně tak přes dorzální ret blastopóru prochází (v pořadí) buňky tvořící budoucí prvostřevo, buňky hlavového mezodermu, následně buňky tvořící chordu. Dorzální ret je důležitou strukturou, která se ustanovuje v zárodku žab v podstatě již po průniku spermie (a to na opačném pólu vajíčka, než pronikla). Má obrovské diferenciační schopnosti a pokud je tato oblast transplantována do jakékoliv oblasti zárodku, sama od sebe spustí gastrulaci a začne vytvářet všechny důležité mezodermální a endodermální struktury. Tyto experimenty prováděl budoucí nositel Nobelovy ceny, Hans Spemann, s Hilde Mangoldovou. Nazval dorzální ret tzv. organizátorem, dnes se probíhající jev označuje jako primární embryonální indukce.